# Paul Gauguin
Eugène Henri Paul Gauguin (n. 7 iunie 1848, Paris, Franța – d. 8 mai 1903, Atuona, Franța de peste mări, Franța) a fost un pictor postimpresionist francez. Aventurier și geniu, Paul Gauguin a știut să prevadă viitorul, pregătind calea picturii moderne, influențându-i pe fauviști și pe artiștii plastici din gruparea Les Nabis.
Între mizerie și epuizare, călătorii și disperare, a ajuns să creeze opere extraordinare, în care redă cu intensitate viziunea sa mistică asupra purității vieții în comunitățile pe care le-a studiat dinăuntru: Martinica, Belgia, Paris si, în fine, Tahiti.
Fiind unul dintre cei trei mari pictori moderni neimpresioniști ai secolului al XX-lea, alături de Paul Cezanne și Vincent van Gogh, Paul Gauguin a urmat erupția picturii naive a prietenului pictorilor occidentali dintre secole, Henri Rousseau-Vamesul, fiind totodată și unul dintre cei mai importanți artiști vizuali primitivi moderni.

## Viața și opera
Paul Gauguin s-a născut la Paris pe 7 iunie 1848, fiu al lui Clovis Gauguin, ziarist și republican înveterat și al Alinei Chazal, fiica Florei Tristan.  Familia Gauguin, simțind că în Franța republica este în pericol, se mută în Peru (1849). Tatăl său moare la 30 octombrie în Patagonia, familia se întoarce în Franța abia peste cinci ani, în august 1854, și se stabilește la Orléans. În 1865 Paul Gauguin servește ca ofițer secund pe un vas comercial cu destinația Rio de Janeiro, un an mai târziu, pornește într-o călătorie de 13 luni în jurul lumii, ca locotenent pe vasul "Chili". Ajutat de tutorele său, Gustave Arosa, bancher și colecționar îndrăgostit de lucrările impresioniștilor, Paul Gauguin este angajat în 1871 ca funcționar la o agenție de bursă. Se împrietenește cu pictorul Émile Schuffenecker, cu care deseori pictează și desenează. În 1873, se căsătorește cu Mette Sophie Gad, fiica unui înalt funcționar danez. În următorii zece ani se nasc cei cinci copii ai lor.

### Nașterea unei pasiuni
Anul 1874 aduce o schimbare decisivă în viața lui Gauguin. Are acum 25 de ani și pentru el începe lucrul în atelier și perioada de căutări artistice. Se înscrie la "Academia Colarossi", unde învață secretele picturii după model. Este anul când se organizează prima expoziție a impresioniștilor și Gauguin cumpără, încântat, tablouri realizate în acest stil. 

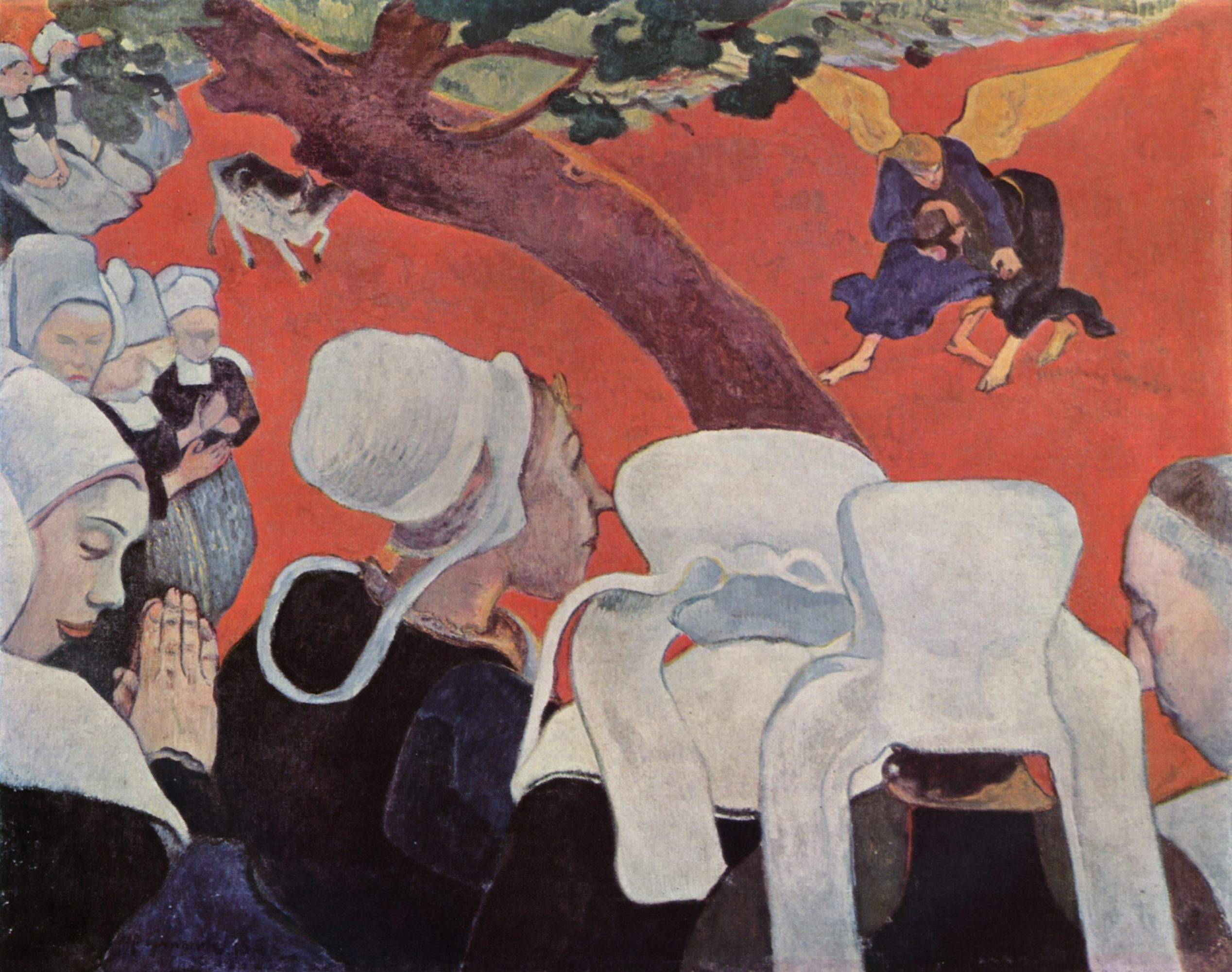
Paul Gauguin - Viziune după predică, 1888.

În 1875, expune primul său tablou, "Peisaj la Viroflay", în care se simte influența lui Camille Pissarro, al cărui elev va deveni mai târziu. Câțiva ani în șir se întâlnește regulat cu artiștii impresioniști în cafeneaua "Nouvelle-Athénée" din Place Pigalle și participă cu lucrările sale la expozițiile acestora. În 1879 își petrece pentru prima oară vara în Pontoise, la Pissarro, care îl îndeamnă să se apropie mai mult de natură. Aici îl cunoaște, în 1881, pe Paul Cézanne. Cei doi pictori se înțeleg perfect, între ei fiind multe asemănări în reprezentările artistice.

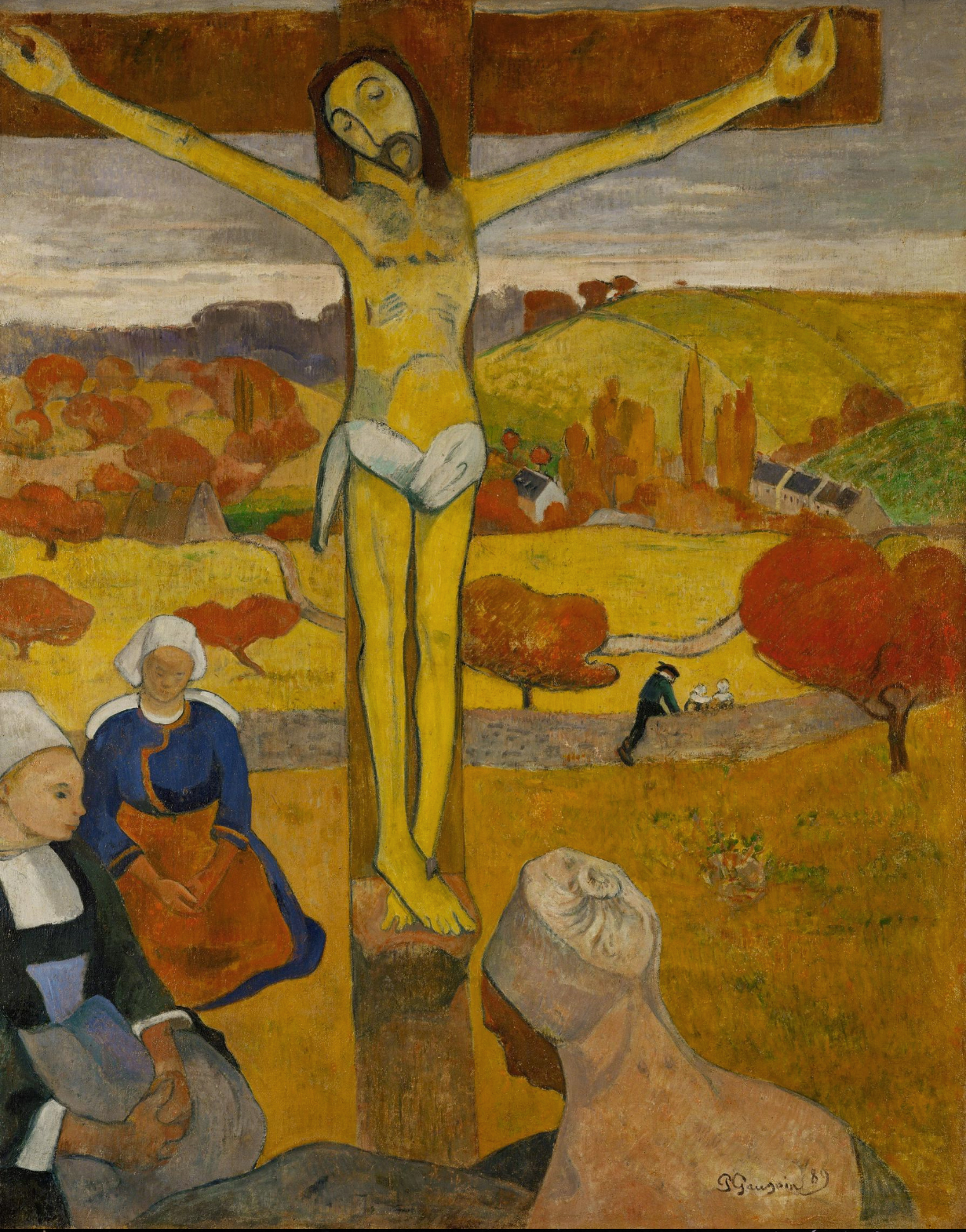
Paul Gauguin - Hristos galben, 1889.

Odată cu anul 1883, Gauguin se decide să-și consacre întreaga energie picturii, părăsește lumea finanțelor și își neglijează familia. Din acest moment evenimentele ce vor urma vor accelera ritmul marii sale aventuri în pictură. Gauguin își lasă soția și copiii la familia acesteia în Danemarca, vinde numeroase piese din colecția proprie, pentru a se întreține, o vreme câștigă bani din lipirea de afișe. Vara anului 1886 o petrece în Bretania, la Pont-Aven, unde trăiesc mai cu seamă pictorii independenți sosiți din Anglia și America.
Acum are, în sfârșit, ocazia să creeze departe de influențele pariziene. Din cauza problemelor materiale dar și datorită setei sale nestăvilite de independență, primăvara anului 1887 îl găsește pe puntea unui vas care se îndreaptă spre Panama. Lucrează câteva săptămâni la construcția canalului, se îmbolnăvește însă de malarie și se întoarce în Franța, din nou la Pont-Aven. Împreună cu pictorul Émile Bernard, elaborează regulile sintetismului, care se bazează pe planuri de culori de aceeași nuanță, reliefate prin contururi ferme. Compoziția "Viziune după predică", cunoscută și ca "Lupta lui Iacob cu îngerul", marchează debutul acestui nou stil, caracterizat prin petele decorative de culoare pură, prezența marcată a liniilor de culoare închisă, motive simplificate, tratarea antinaturalistă a spațiului și renunțarea la perspectiva tradițională. Prin așezarea surprinzătoare a motivelor, artistul leagă două planuri ale realității: femeile bretone și viziunea lor. "Pentru mine peisajul și lupta din tablou există numai în imaginația oamenilor care se roagă, ele sunt o urmare a predicei ascultate" (Paul Gauguin).

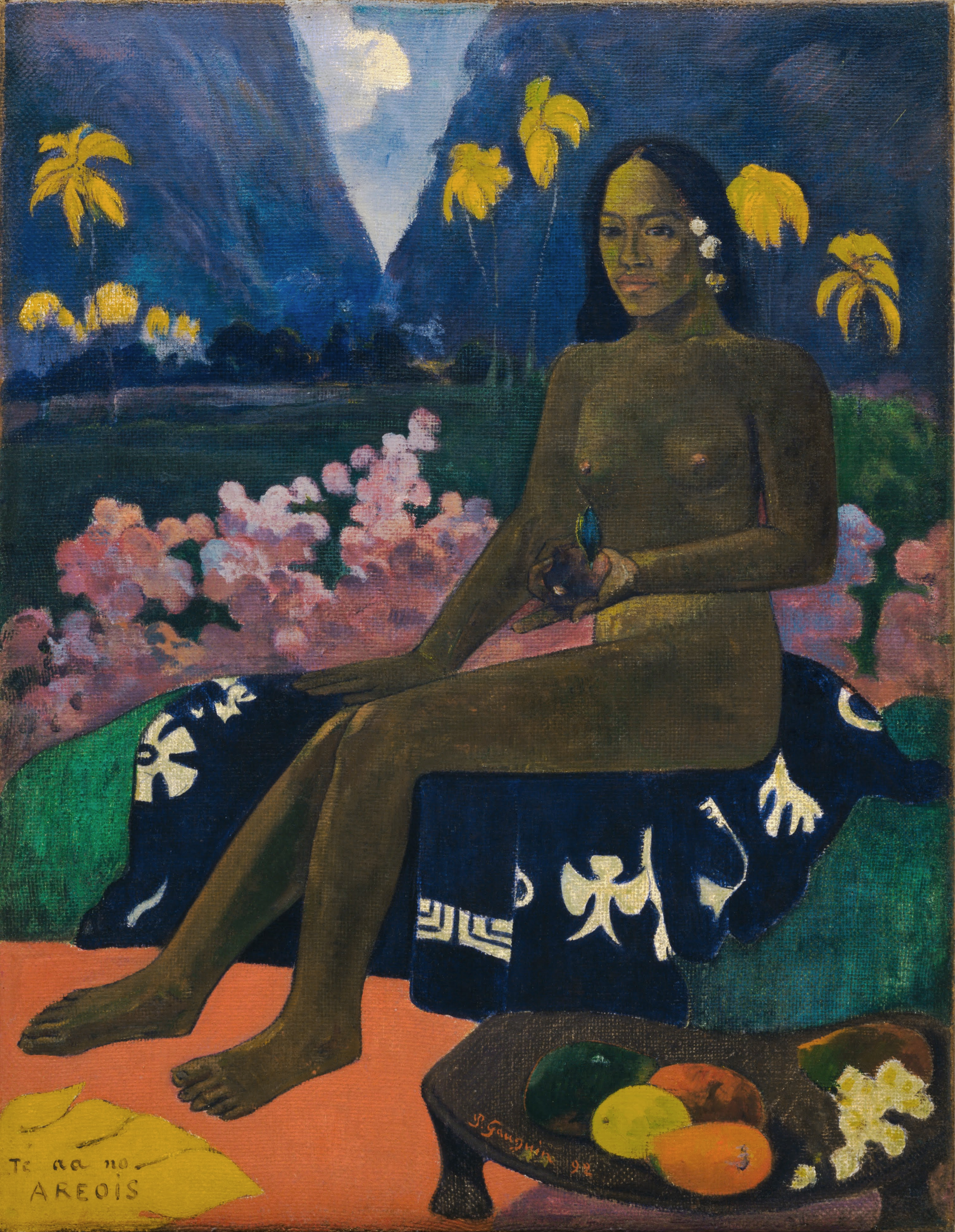
Paul Gauguin - Fată din Tahiti („Areoi”), 1892.

Gauguin recurge adesea la motive pictate deja, pe care și le însușește și le așază într-o nouă ambianță. Tabloul "Christ galben" este inspirat în mod direct de statuia de lemn policromă a unor meșteșugari din secolul al XVII-lea. Gauguin merge însă mai departe, preia idei formale și din propriile lucrări și, asemenea unui compozitor, le prelucrează ca și cum ar scrie variații diferite pe aceeași temă. În partea stângă a tabloului se văd femei din Bretania, motiv ce constituie o nouă variantă a compoziției "Viziune după predică".
În anul (1888), galeria pariziană "Boussod et Valadon" îi organizează prima expoziție personală. Noua generație vede în Gauguin maestrul simbolismului.
În același an, la 21 octombrie 1888, Gauguin sosește la Arles, la Van Gogh, pe care îl cunoscuse cu doi ani în urmă. Van Gogh era curios să afle la ce rezultat artistic a dus colaborarea lui Gauguin cu Émile Bernard și i-a rugat pe cei doi să-și facă reciproc portretul. Rezultatul îl constituie tabloul "Mizerabilii", în care Gauguin se reprezintă în chipul lui Jean Valjean din cunoscutul roman al lui Victor Hugo. Relația de prietenie dintre Gauguin și Van Gogh se deteriorează repede. După o ceartă, Van Gogh își taie o ureche, Gauguin se întoarce la Paris.

### Plecarea în insulele Tahiti
Gauguin visează la un atelier la tropice, alegerea cade pe Tahiti, pământ al "extazului, al liniștii și al artei". În primăvara anului 1891 se îmbarcă pe un vas spre Oceanul Pacific și la 8 iunie sosește la Papeete. Se stabilește la Mataiea și începe să picteze, folosind ca modele femei indigene, cu care are și legături amoroase.

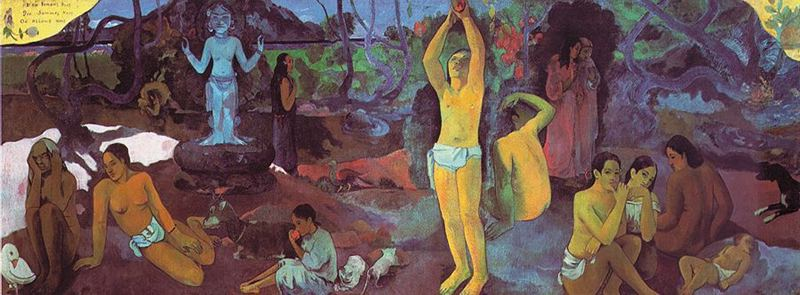
Paul Gauguin - De unde venim? Ce suntem? Încotro ne îndreptăm?, 1897

După un intermezzo parizian și câteva luni în Belgia, Gauguin se întoarce în Tahiti. La 28 iunie 1895 părăsește din nou Franța, unde nu se va mai întoarce niciodată. De data aceasta se stabilește într-o localitate pe malul mării, și artistul se apucă de o muncă gigantică. Anul 1897 este data de naștere a câtorva capodopere printre care și tabloul "De unde venim? Ce suntem? Încontro ne îndreptăm?", care va fi expus un an mai târziu la galeria "Vollard" din Paris, devenind evenimentul major al sezonului.

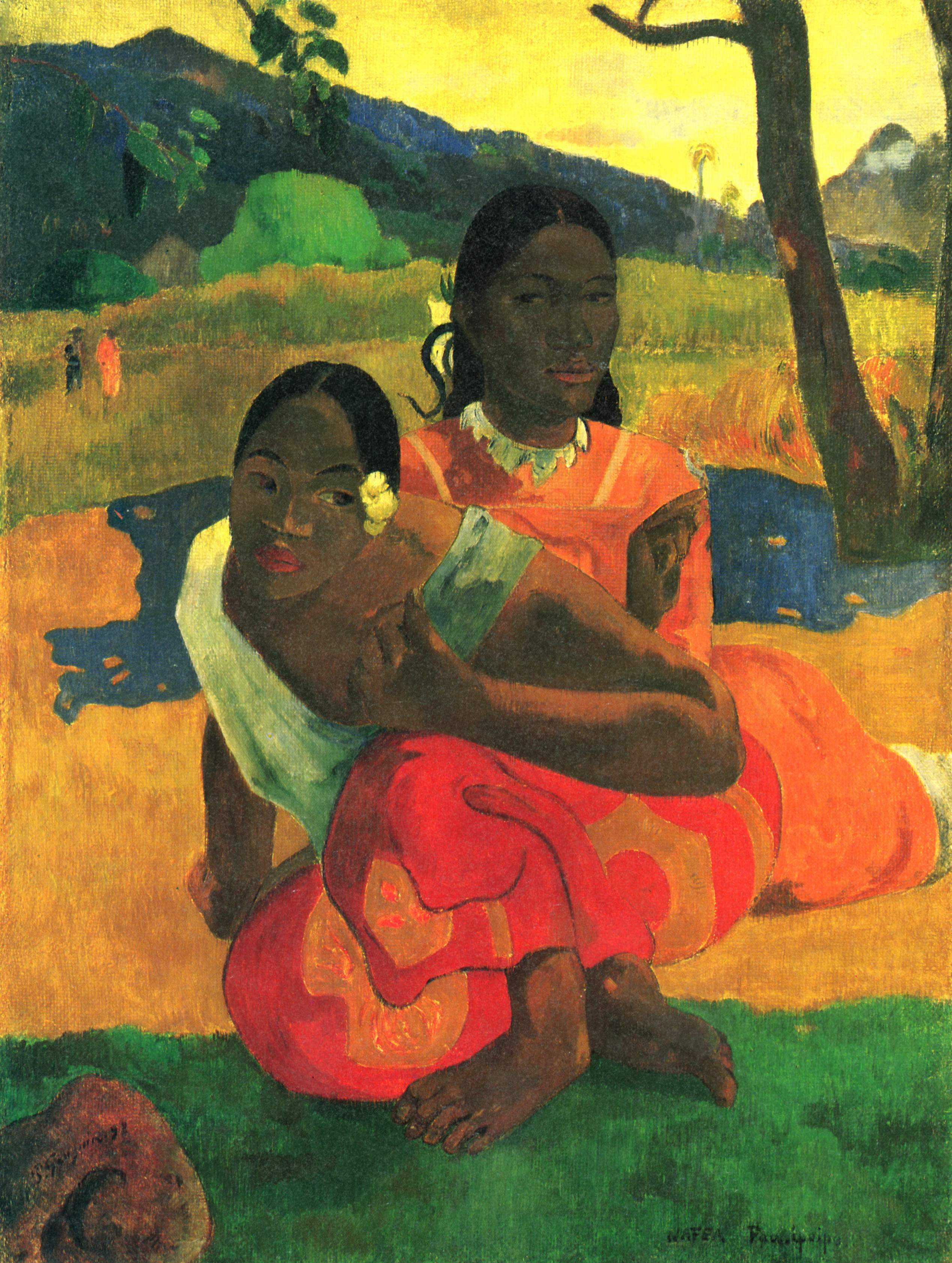
Paul Gauguin - "Când te vei mărita?", 1892.

Gauguin a fost foarte legat de această compoziție de aproape patru metri, cu caracterul unei picturi murale, considerată ca fiind testamentul său artistic și spiritual. Gauguin adună și concentrează aici mare parte a repertoriului său, cu mai multă vigoare decât în tablourile mai vechi. Armonia artistică și poetică a ideilor sale nu a fost niciodată atât de impresionantă.

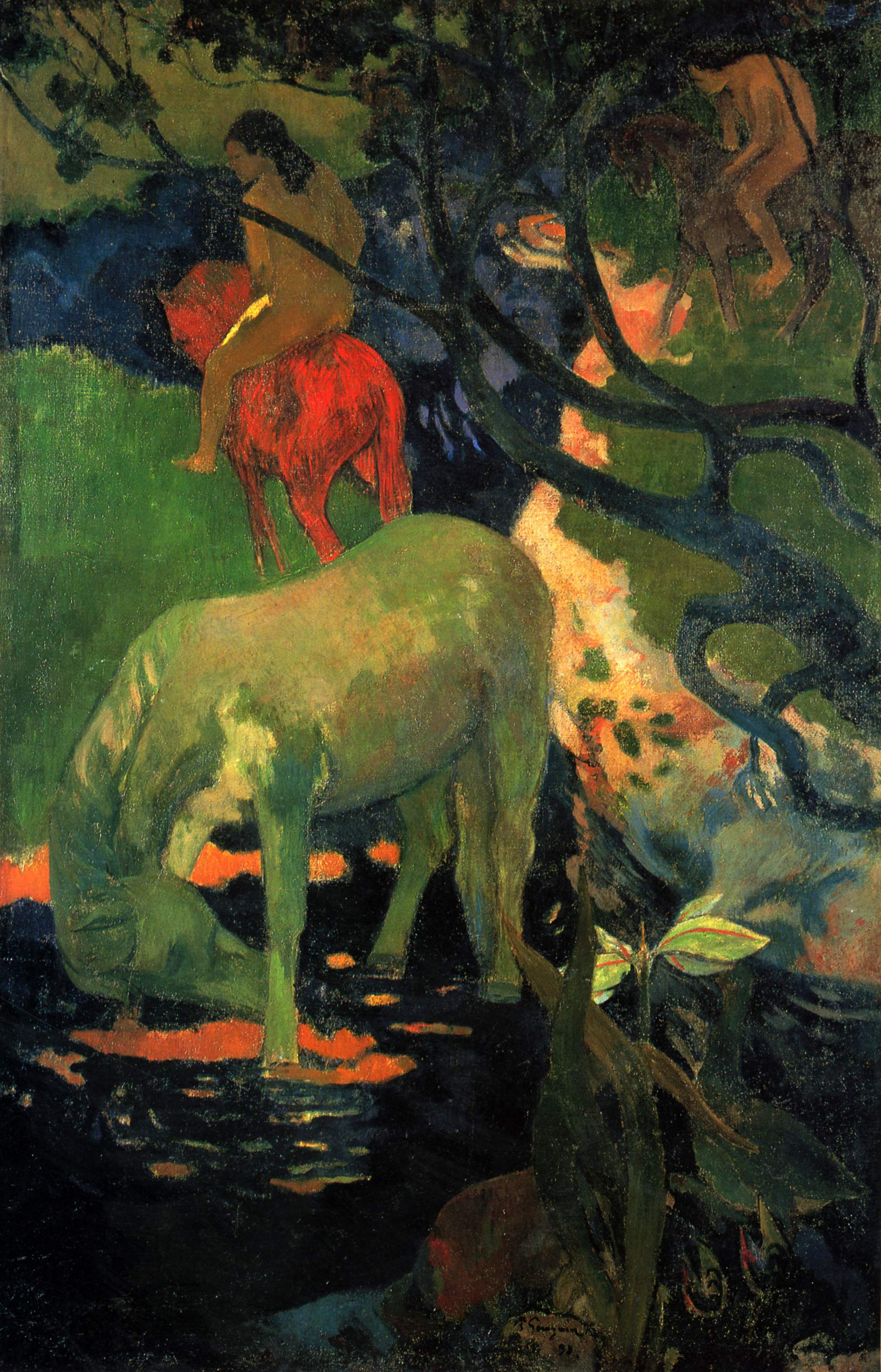
Paul Gauguin - Calul alb, 1898.

În septembrie 1899 se mută în arhipelagul insulelor Marchize, la Atuona, pe insula Hiva-Oa. Aici își construiește celebra "Casă a plăcerilor", unde se mută cu noua sa vahine. Aceasta a marcat în pictura sa o nouă perioadă de activă fecunditate creatoare. Amatorul de artă care a comandat "Calul alb" a refuzat până la urmă tabloul finisat, întrucât calul a devenit... verde! La care pictorul a răspuns că imbecilii lipsiți de imaginație i-au reproșat absolut gratuit lui Delacroix faptul că pe pânza tabloului intitulat "La Justice de Trajan" a pictat calul în roz. Tabloul este expus în 1906 la Salonul de Toamnă din Paris, stârnind un ecou puternic în cercul tinerilor expresioniști germani.
Paul Gauguin moare la 8 mai 1903 în Atuona din insula Hiva Oa, Polinezia Franceză, anul în care galeria "Vollard" organizează o expoziție cu 50 de picturi și 20 de desene, și când Salonul de Toamnă dedică o întreagă sală lucrărilor sale.

## Galerie

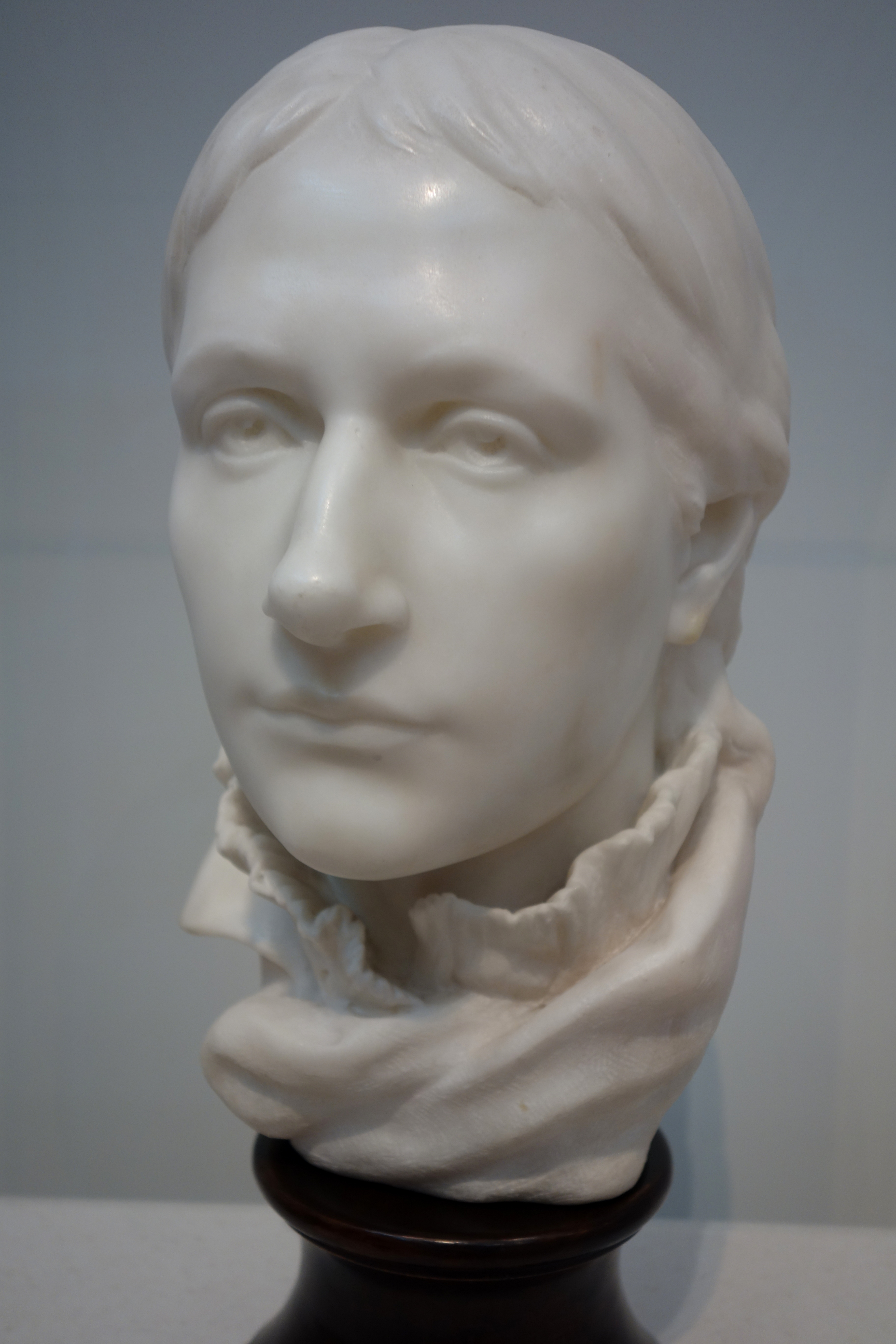
Sculptura Portretul lui Mette Gauguin – 1877
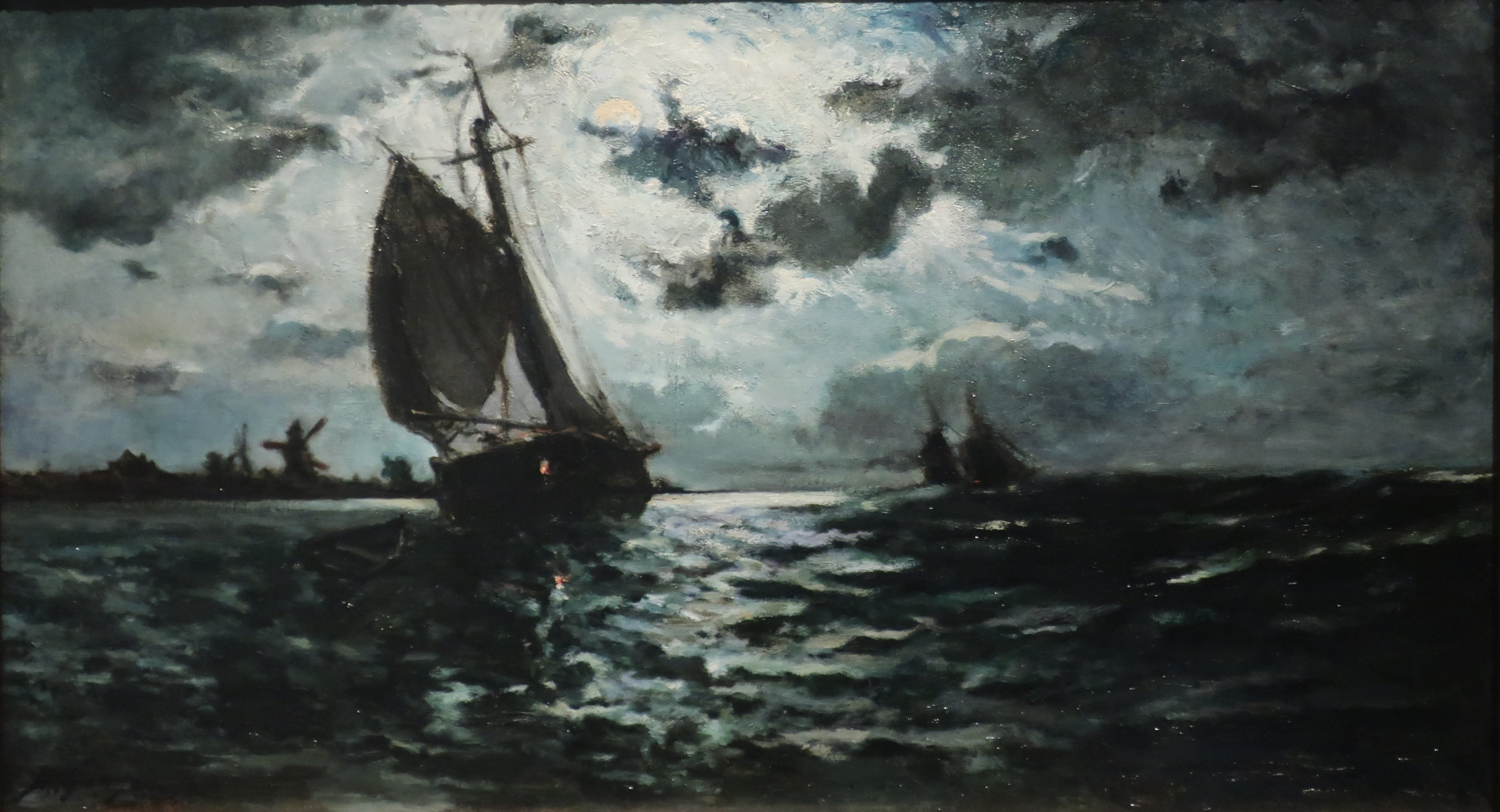
Navigând la lumina lunii – 1878
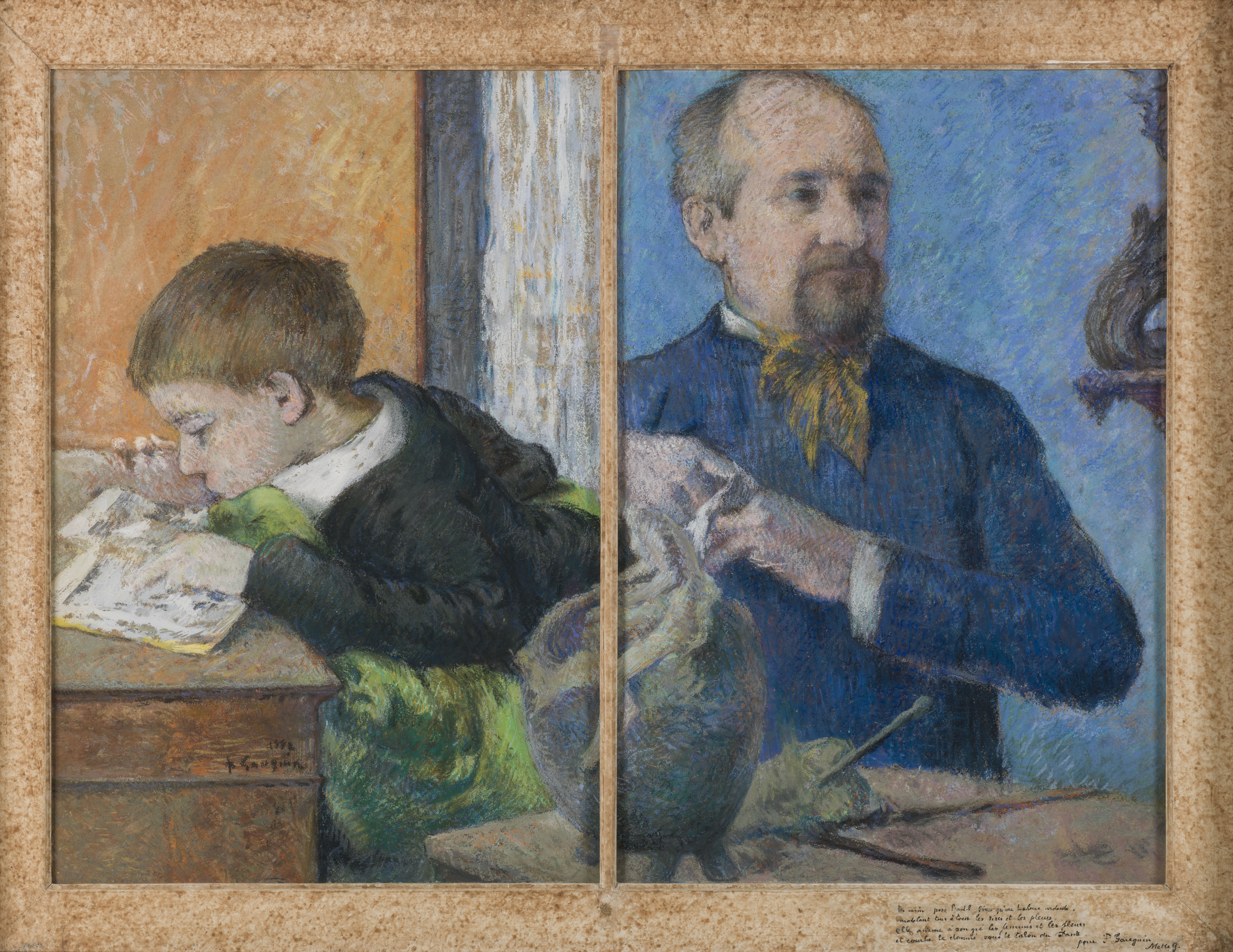
Sculptorul Jean Paul Aubé (1837 - 1916) și fiul său, Emil – 1882
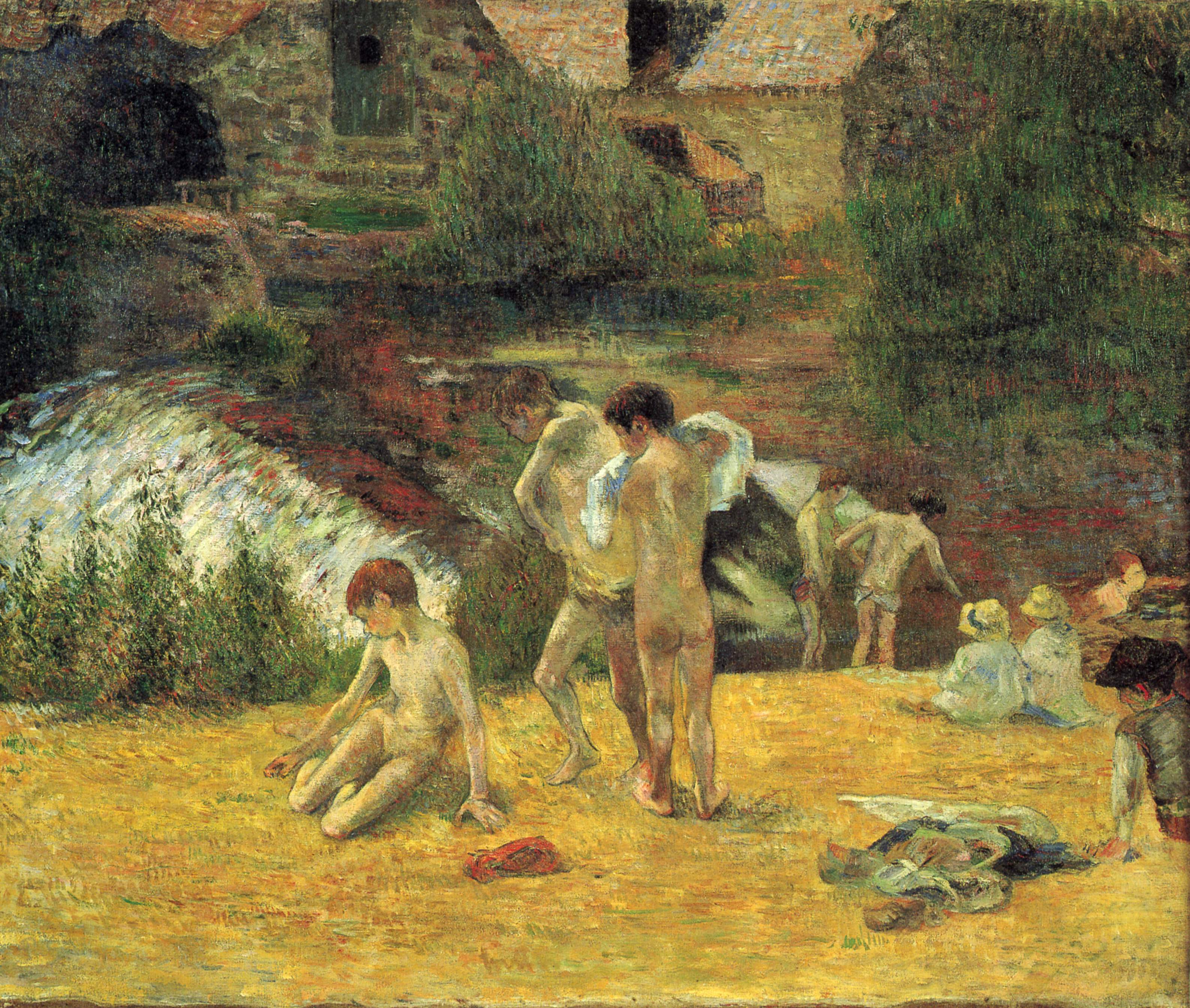
Băieți bretoni făcând baie – 1886
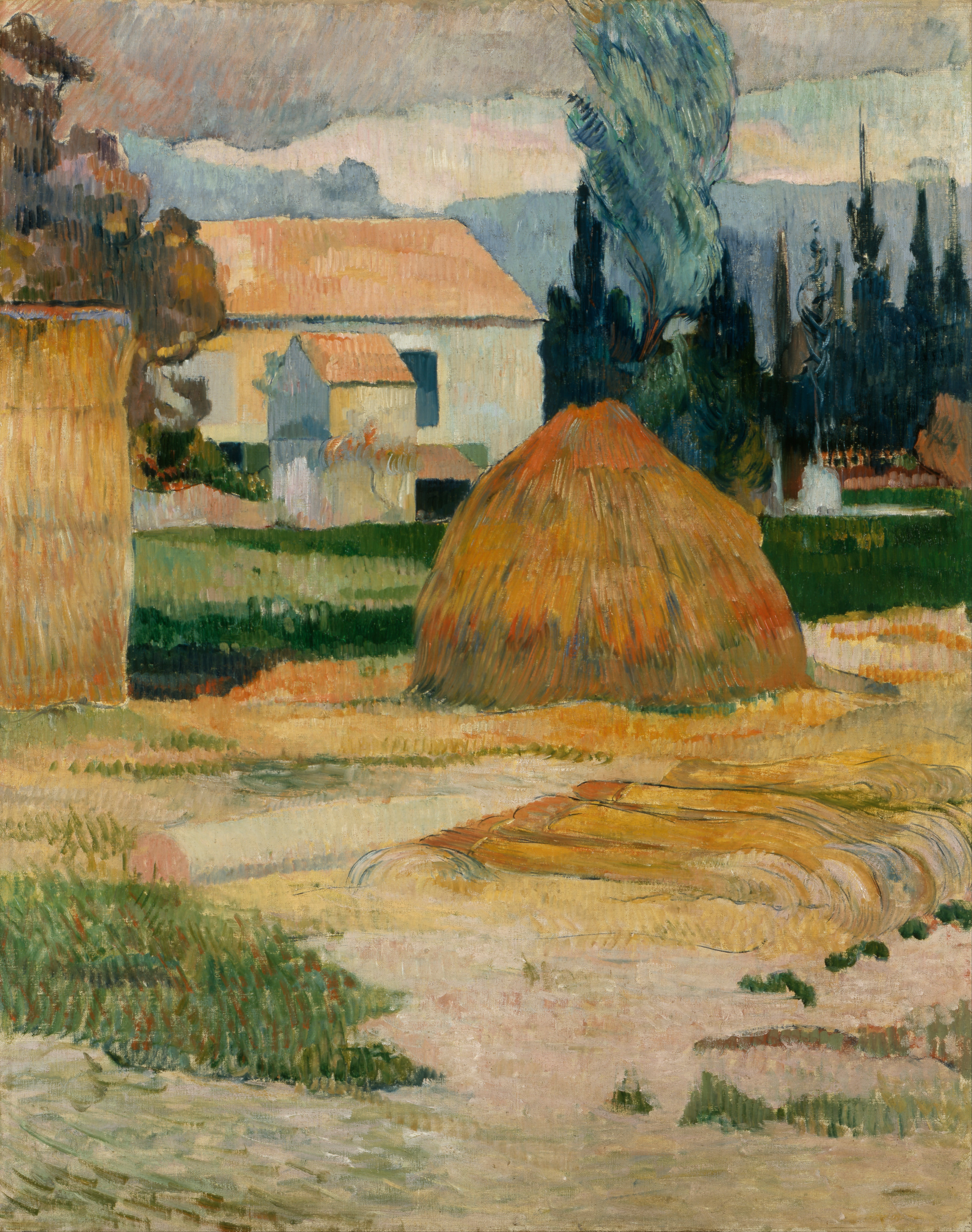
Peisaj lângă Arles – 1888
Autoportrt cu halou și șarpe – 1889
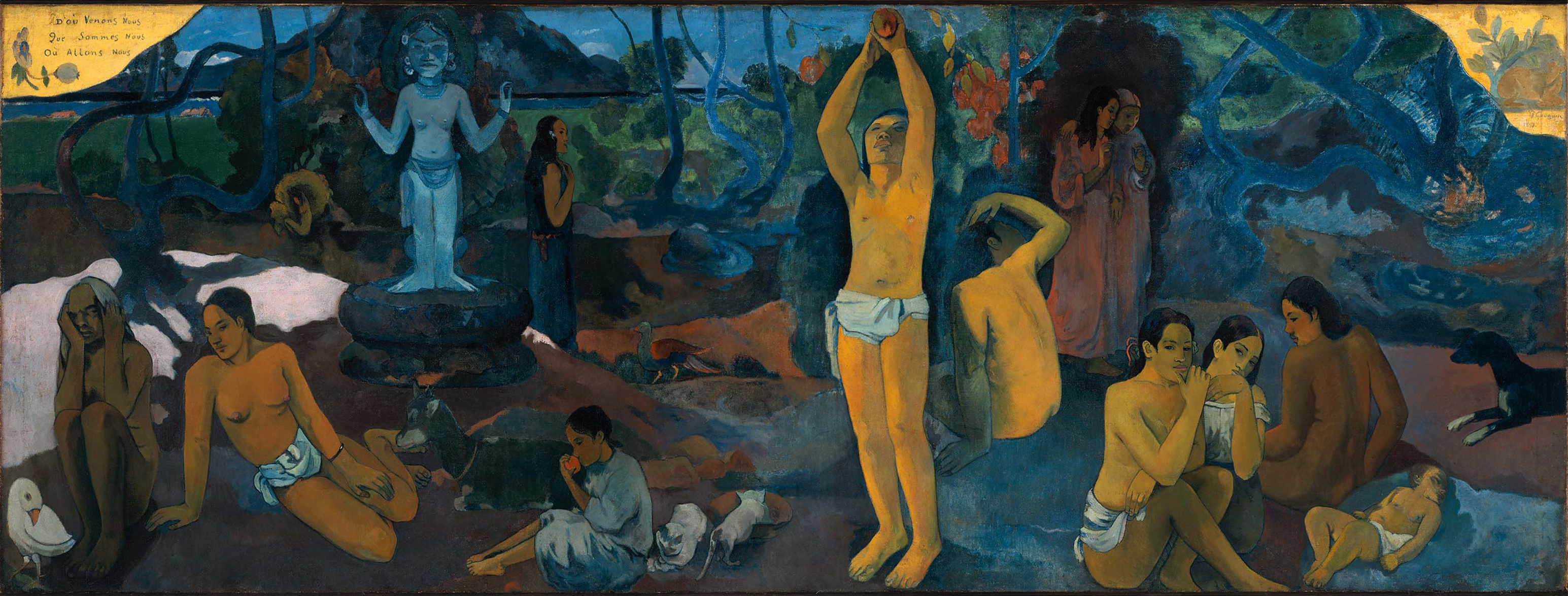
D'ou venons-nous – De unde venim? Cine suntem? Încotro ne îndreptăm? – (1897 - 1898)
La malul mării – 1892
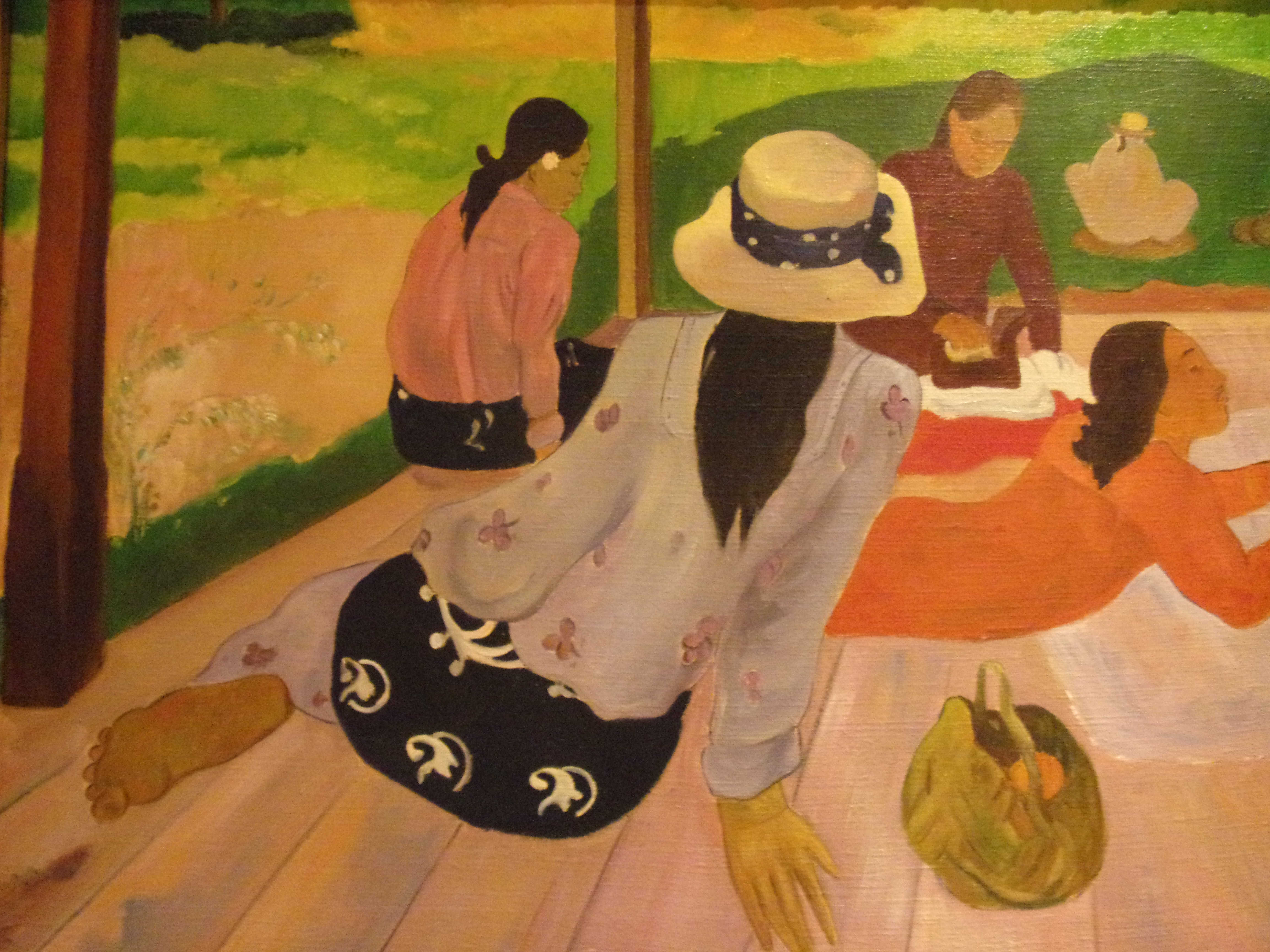
Siesta – 1892
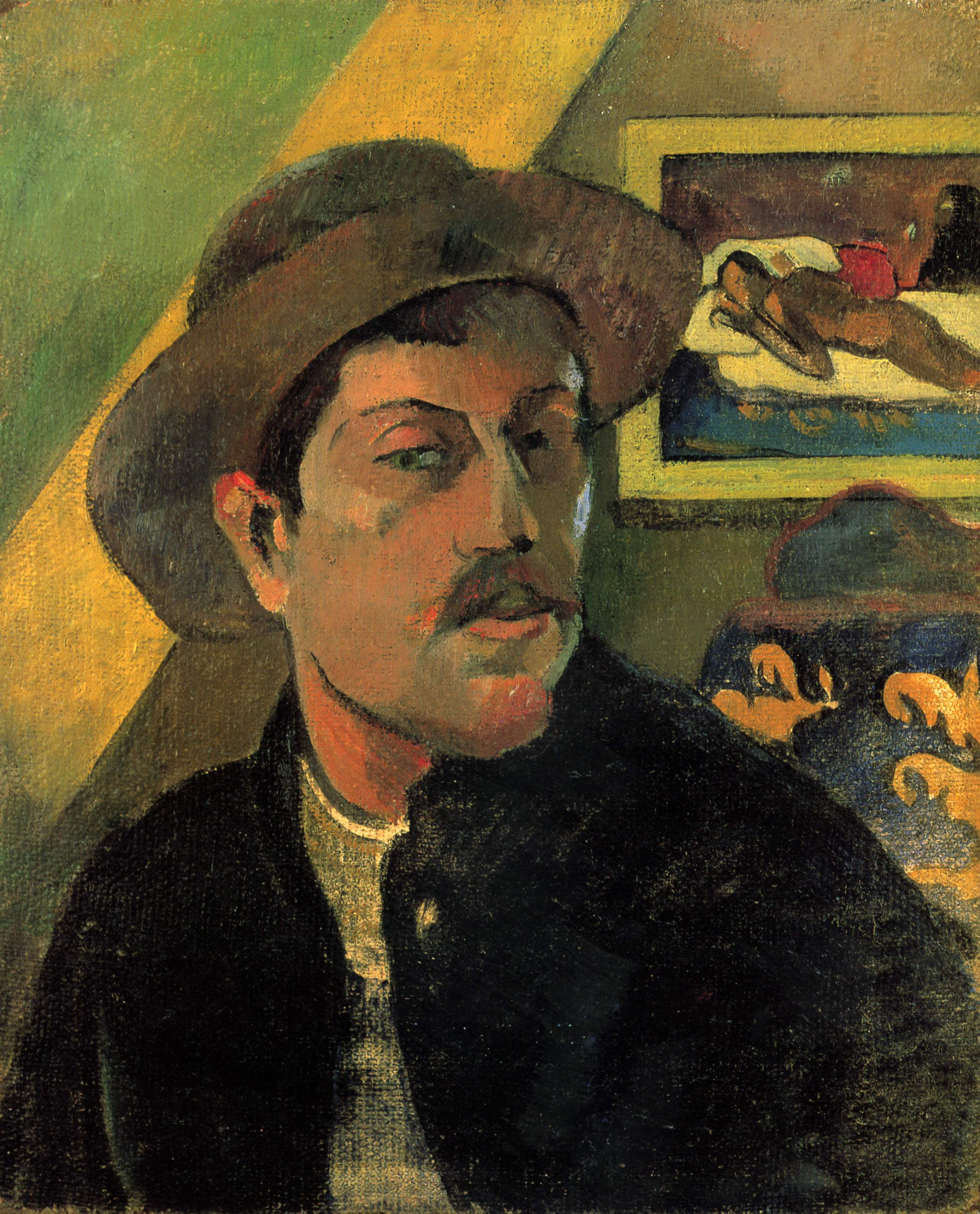
Autoportret – 1893
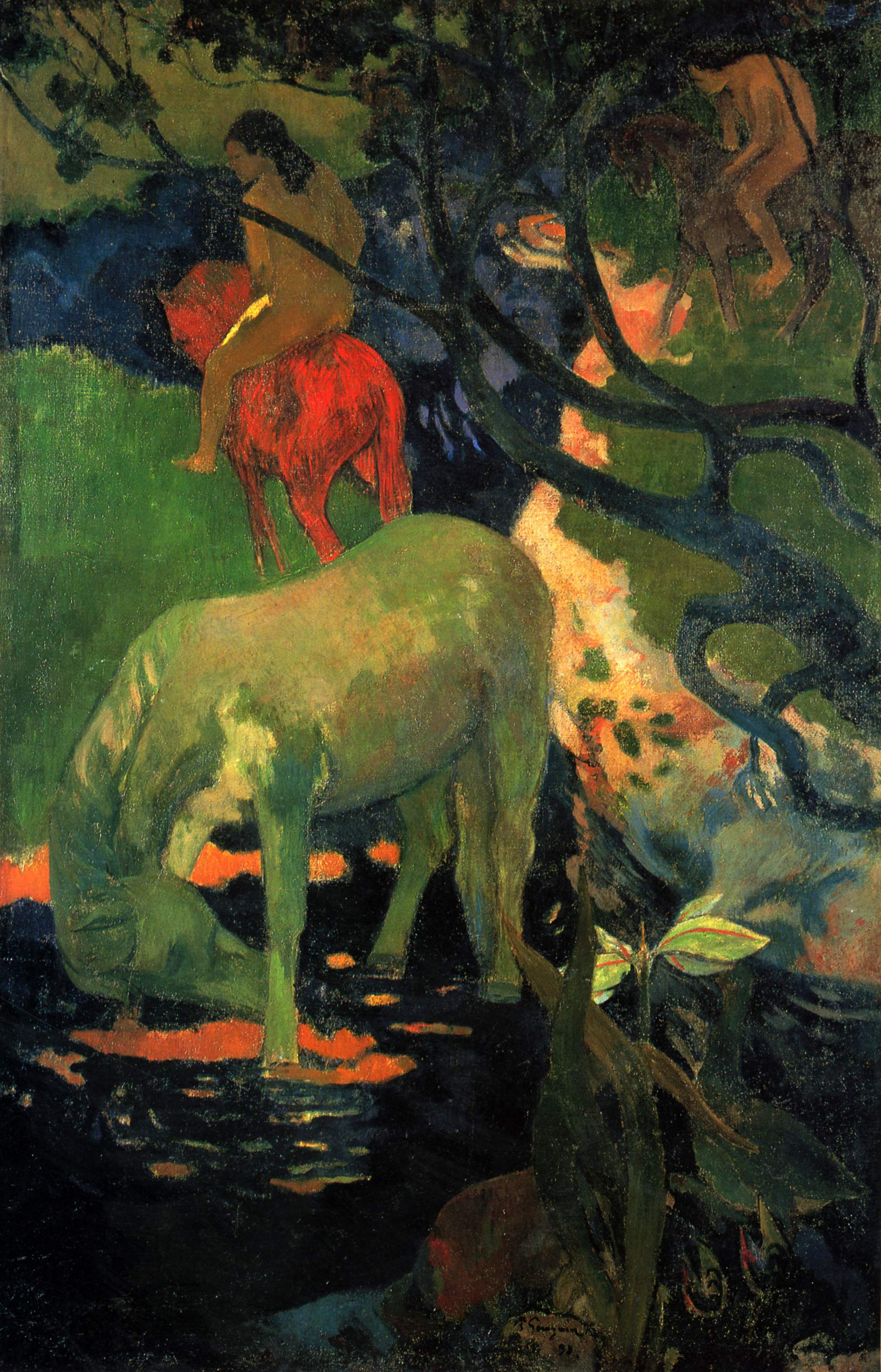
Calul alb – 1898
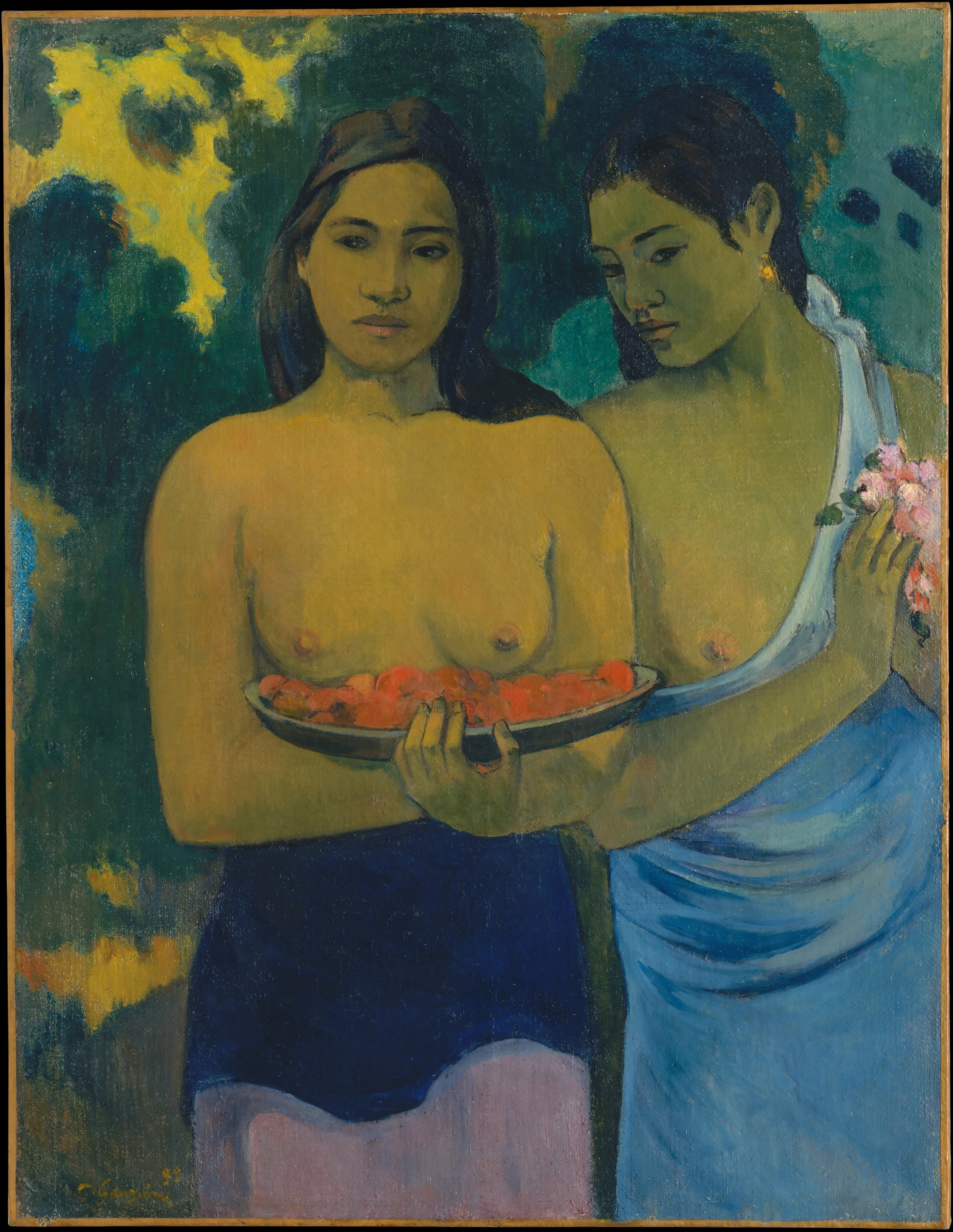
Două tahitiene – 1899
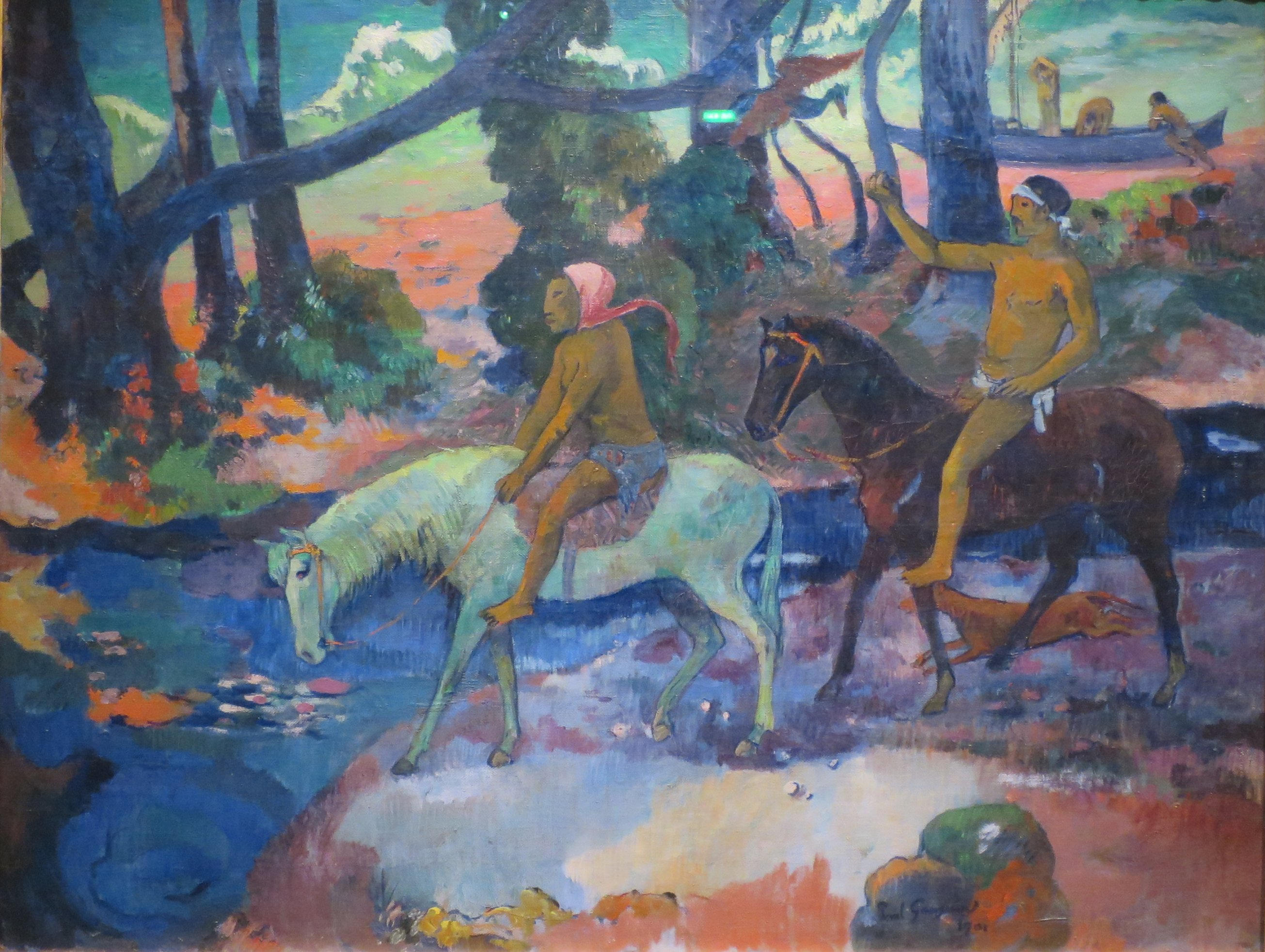
Trecerea apei (sau Zborul) – 1901
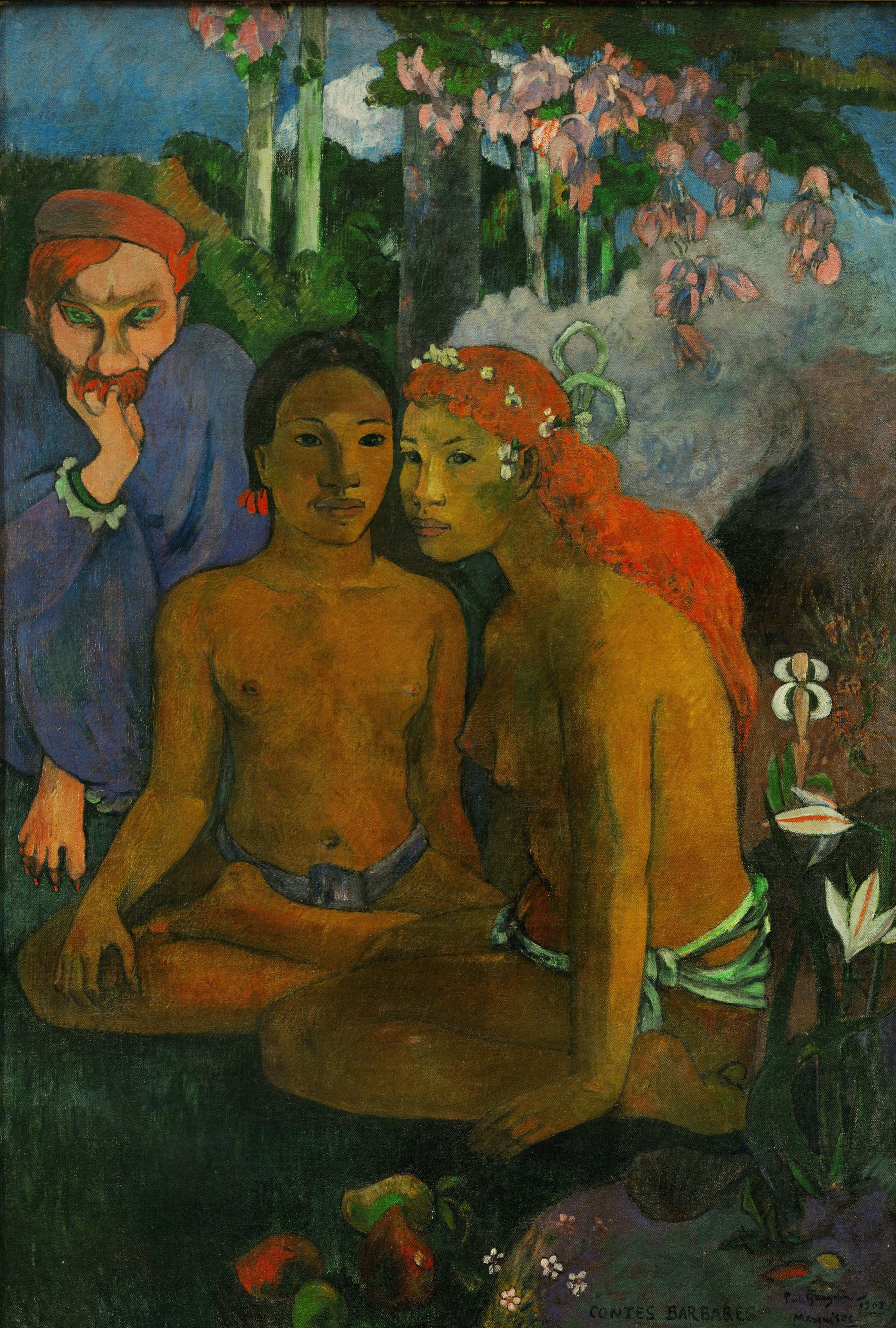
Povești barbare – 1902